# NGC 7762

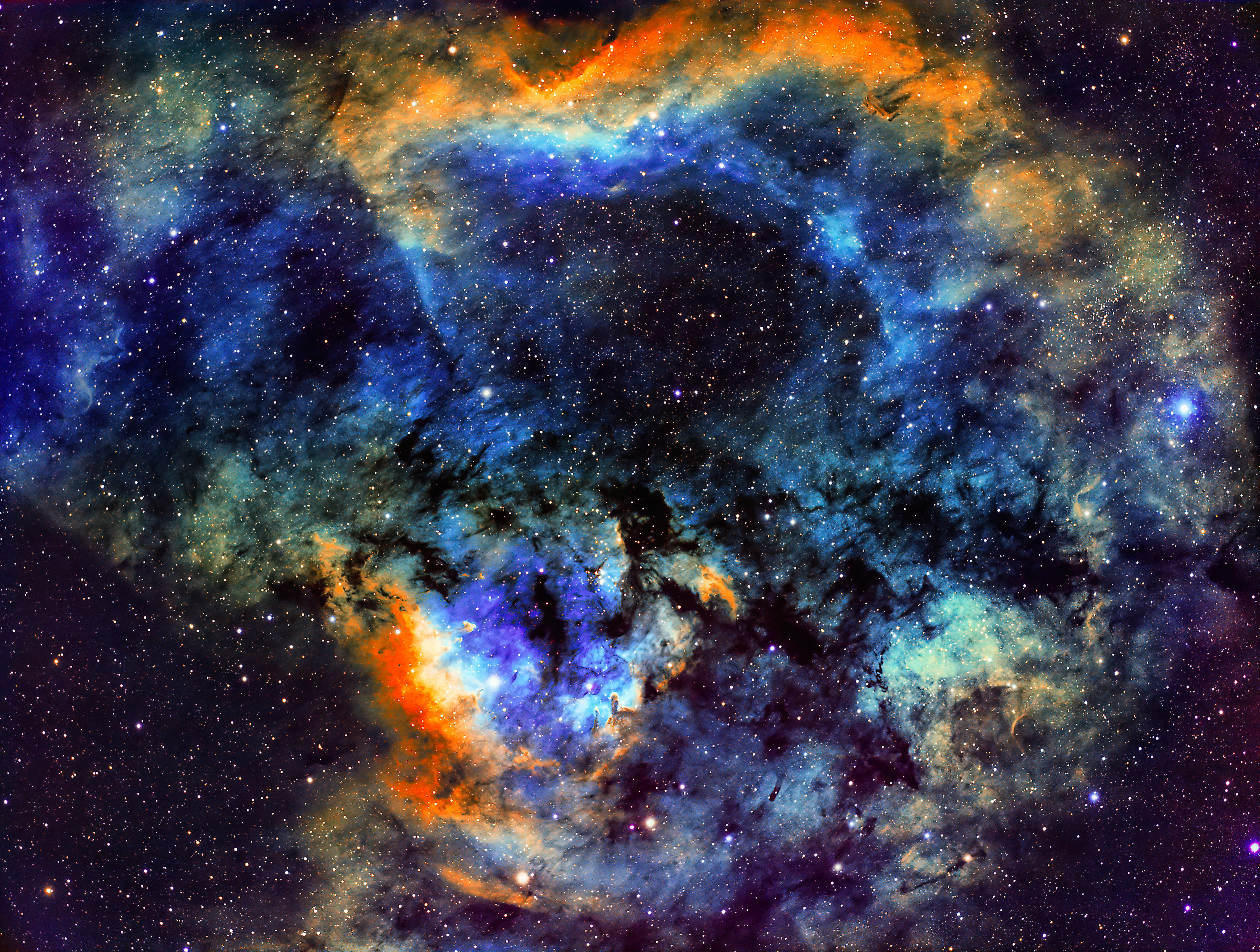
NGC 7762, aglomerado estelar no complexo NGC 7822 (foto), destaca-se por sua estrutura única, com uma aparência que sugere uma orelha dentro de outra. Localizado a 3000 anos-luz de distância, oferece fascinantes pilares de criação

NGC 7762 é um aglomerado aberto localizado na constelação de Cepheus. Foi descoberto em 23 de Novembro de 1788 por William Herschel.